# Paul Peny
Pour les articles homonymes, voir Peny.
Paul Peny, né le 12 octobre 1960 à Bordeaux en Gironde, est un haut fonctionnaire français, spécialiste de la gestion des ressources humaines au sein de la fonction publique. Il est le frère de François Peny, haut fonctionnaire.

## Biographie
Après avoir obtenu une maîtrise en droit public et être sorti diplômé de Sciences Po, et de l'ENA (promotion Fernand Braudel), il entre comme attaché d'administration centrale au secrétariat d’État à la Mer en 1983, puis devient administrateur civil au ministère de l'Intérieur en 1987.
Il entre dans l'administration préfectorale comme directeur de cabinet du préfet de la Charente-Maritime en 1987, puis devient secrétaire général de la préfecture de la Lozère de 1989 à 1991.
En 1991, il intègre la direction générale des collectivités territoriales au ministère de l'Intérieur comme chef de bureau des affaires sociales, des pensions et du contentieux à la sous-direction des élus locaux et de la fonction publique territoriale.
Il est conseiller technique au cabinet de Daniel Hoeffel, ministre délégué à l'Aménagement du territoire et aux collectivités locales de 1993 à 1995, directeur de cabinet du directeur général des collectivités locales (DGCL) en 1995, puis conseiller technique de Dominique Perben, ministre de la Fonction publique, de la réforme de l'État et de la Décentralisation de 1995 à 1997.
Entre 1998 et 2005, il est nommé successivement sous-directeur chargé du statut de la fonction publique territoriale puis de la gestion du personnel du ministère de l’Intérieur, et directeur des ressources humaines du ministère de l'Intérieur.
Il est nommé directeur général de l'Administration et de la Fonction publique en 2005. Une de ses initiatives secoue l'élite française : il propose et défend la suppression du classement de sortie de l'ENA. Ce classement permet à l'élève de choisir son administration, en fonction de son positionnement. Il a été critiqué notamment par les élèves de la promotion Léopold Sédar-Senghor (2002-2004), qui ont rédigé un rapport intitulé L'ÉNA, l'urgence d'une réforme. Pour Paul Peny, les administrations doivent « comme n'importe quel employeur développer leur politique de recrutement », au lieu de « subir » l'arrivée d'un élève, déterminé par son rang dans ce classement. Les opposants au projet estiment que la suppression de ce classement ouvrirait la porte à l'arbitraire. Cette réforme ne passe pas devant l'opposition qu'il suscite ; aucun calendrier n'est fixé par le gouvernement de François Fillon.
Il quitte ses fonctions en 2009, après sa nomination comme directeur général adjoint et directeur du département gestion et innovation sociales de la RATP. Siégeant au comité exécutif de la RATP, il est responsable de la gestion et innovation sociale, des ressources humaines et du dialogue social du groupe, et est confronté à un mouvement social peu de temps après son arrivée.
En 2012, tout en conservant ses fonctions à la RATP, il prend la présidence de l’Observatoire national des emplois et des métiers de la fonction publique hospitalière. En octobre 2012, il est membre de la commission de suivi de la procédure d'affectation des élèves de l'ENA dont il est nommé président en mars 2013. Il est également membre du Conseil supérieur de la Prud'homie.
Le 28 mai 2014, il devient directeur des ressources humaines du groupe et membre des comité de direction de la Caisse des dépôts et consignations.
Le 7 juin 2022, il est nommé directeur de cabinet de Stanislas Guerini, ministre de la Transformation et de la Fonction publiques.

## Distinction
Il est chevalier dans l'ordre de la Légion d'Honneur et officier de l'ordre national du Mérite.